# 이상두
이상두(李相斗, 1940년 7월 1일, 경상북도 경주시 외동면 ~ )은 대한민국의 정치인이다. 제14대 국회의원이다.

## 생애
1940년 경상북도 경주군 외동면에서 태어났다. 경주입실초등학교, 경주외동중학교, 경주공업고등학교, 건국대학교 행정학과를 졸업하였다. 1967년 제7대 국회의원 선거에서 군소정당인 민주당 후보로 경상북도 경주시·월성군 선거구에 출마하였으나 민주공화당 이상무 후보에 밀려 낙선하였다. 1988년 제13대 국회의원 선거에서 평화민주당 후보로 경상북도 경주시 선거구에 출마하였으나 민주정의당 김일윤 후보에 밀려 낙선하였다. 1991년 6월 20일에 있던 광역의회 선거에서 무소속 후보로 경상북도의원 경주시 제1선거구에 출마하였으나 민주자유당 임창구 후보에 밀려 낙선하였다. 1992년 제14대 국회의원 선거에서 민주당 후보로 경상북도 경주시 선거구에 출마하였으나 민주자유당 서수종 후보에 밀려 낙선하였다. 서수종의 별세로 치러진 1994년 재보궐선거에서 민주당 후보로 경상북도 경주시 선거구에 출마하여 당선되었다. 3당 합당 이후 경상북도에서 민주당 간판을 달고나와 국회의원에 당선된 최초의 인물이다. 이후 1996년 총선 안동 갑 통합민주당 권오을 이후로 경상북도에는 민주당 당적으로 당선된 국회의원이 나오지 않고 있다. TK로 확대하더라도 이후 사례는 2016년 총선 대구 수성 갑 더불어민주당 김부겸 뿐이다. 1996년 제15대 국회의원 선거에서 자유민주연합 후보로 경상북도 경주시 을 선거구에 출마하였으나 친여 무소속 임진출 후보에 밀려 낙선하였다. 2000년 제16대 국회의원 선거에서 자유민주연합 후보로 경상북도 경주시 선거구에 출마하였으나 한나라당 김일윤 후보에 밀려 낙선하였다. 2006년 제4회 전국동시지방선거에서 열린우리당 후보로 경상북도 경주시장 선거에 출마하였으나 한나라당 백상승 후보에 밀려 낙선하였다.

## 학력
- 입실국민학교 졸업
- 외동중학교 졸업
- 경주공업고등학교 졸업
- 건국대학교 행정학과 학사 졸업

### 비학위 수료
- ~ 1995 고려대학교 최고경영자과정 수료

## 경력
- 1978 대성콘크리트 대표
- 1980 신동아백화점 대표
- 1992 민주당 이기택 대표 최고위원 특보
- 1994.08 ~ 1996.05 제14대 국회의원(경북 경주시, 자유민주연합)
- 1995.12.06 민주당 탈당
- 1996.02.02 자유민주연합 입당
- 1996.02 ~ 2000.02 자유민주연합 경북도당 경주시 을 지구당 위원장
- 1997 경주공업고등학교동창회 회장
- 1998 자유민주연합 전당대회부의장
- 2001 울산광역일보 회장
- 2001.01 ~ 2002.12 대구일보 회장
- 2002.06 자유민주연합 경북도당 경주시 지구당 위원장
- 2002 한나라당 국책자문위원

## 역대 선거 결과
|  | 12.37% |

|  | 1.68% |

|  | 39.66% |

|  | 7.79% |

|  | 33.73% |

|  | 27.86% |

|  | 7.99% |

|  | 15.55% |